# Sangaste (község)
Sangaste község község Valgamaa megye keleti részén. A községet Kaido Tamberg polgármester vezeti. A község lakossága 2017. január elsején 1266 fő volt, amely 144,7 km²-es területét tekintve 8,7 fő/km² népsűrűséget jelent.

## Közigazgatási beosztás

### Városi község
- Sangaste

### Falvak
Sangaste község területéhez 13 falu tartozik: Keeni - Kurevere - Lauküla - Lossiküla - Mäeküla - Mägiste - Pringi - Restu - Risttee - Sarapuu - Vaalu - Ädu - Tiidu.

## Fordítás
Ez a szócikk részben vagy egészben  a   Sangaste vald című észt Wikipédia-szócikk ezen változatának fordításán alapul.  Az eredeti cikk szerkesztőit annak laptörténete sorolja fel. Ez a jelzés csupán a megfogalmazás eredetét és a szerzői jogokat jelzi, nem szolgál a cikkben szereplő információk forrásmegjelöléseként.